# Lactobacillus ultunensis
Lactobacillus ultunensis è una specie di batterio appartenente alla famiglia delle Lactobacillaceae.